# Aleksander Słomiński

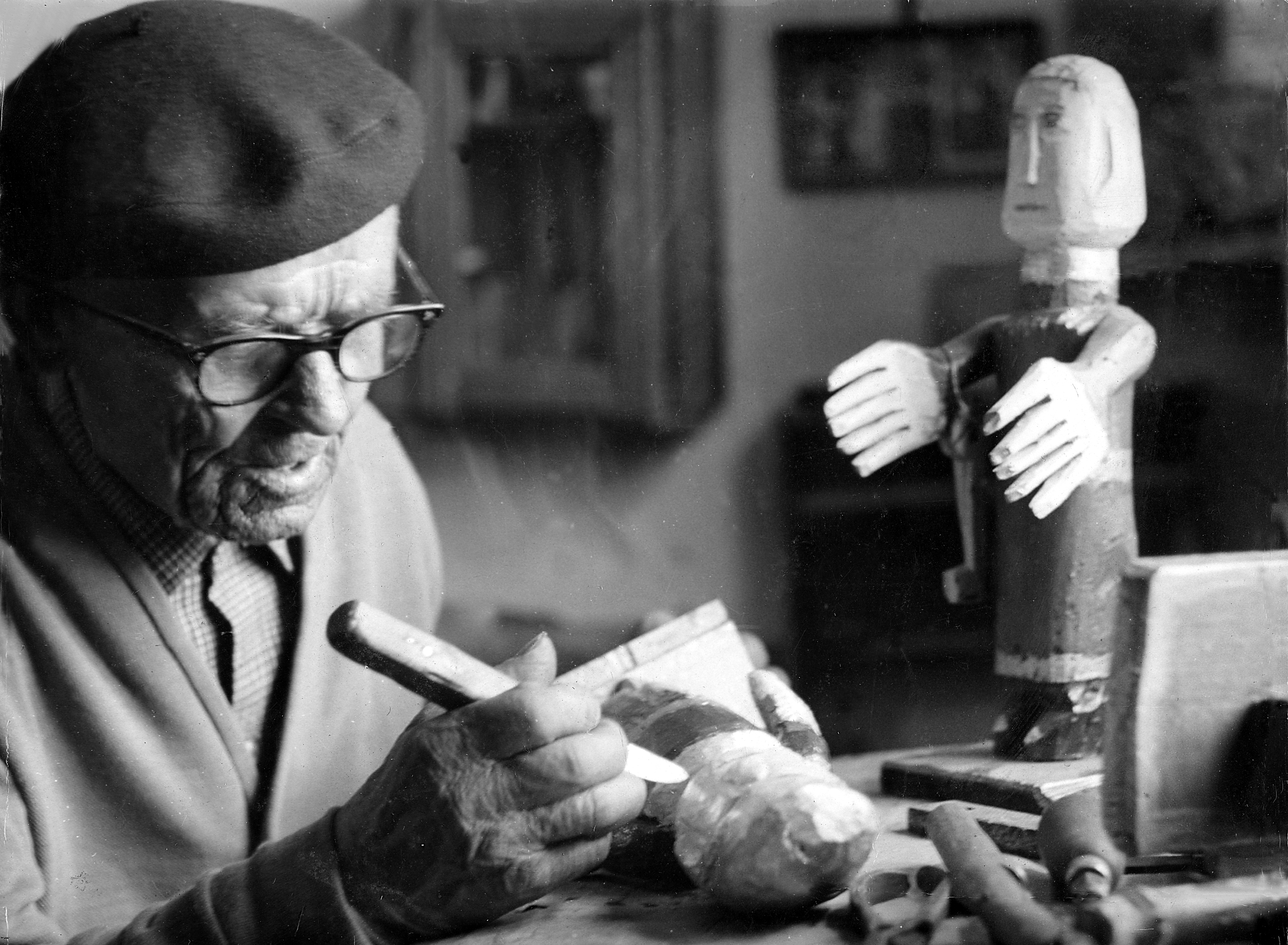
Aleksander Słoma Słomiński w trakcie rzeźbienia

Aleksander Słomiński, pseud. Słoma (ur. 8 grudnia 1885 w Minkowcach, zm. 15 marca 1974 w Węgorzewie) – ludowy rzeźbiarz i malarz zaliczany do nurtu nazywanego prymitywizmem lub sztuką naiwną. Wcześnie osierocony przez ojca pomagał matce w utrzymaniu rodzinnego gospodarstwa oraz opiekował się młodszym rodzeństwem. W wieku 21 lat powołany do carskiej armii, walczył w Azji. W 1910 roku wrócił do rodzinnej wsi. Walczył także w czasie I wojny światowej, w armii carskiej. W czasie wojny ranny w nogę trafił na trzy lata do niewoli. W obozie jenieckim na Węgrzech robił drewniane zabawki na sprzedaż. Z zawodu był kowalem, cieślą, stolarzem. Pracował we własnym gospodarstwie rolnym, a jednocześnie pozostał „wioskowym majstrem” wykonującym różnorodne prace stolarsko-ciesielskie i kowalskie. Po włączeniu jego rodzinnej wsi do Białoruskiej SRR przeniósł się na Ziemie Odzyskane. Od 1948 r. mieszkał w Dąbrówce Nowej. Opiekował się czynnie zabytkami, był opiekunem społecznym kościoła w Dąbrówce Nowej, przyczyniając się do jego odbudowy. Miał syna (Henryka) i trzy córki (Annę, Emilię i Irenę). Zmarł 15 marca 1974 r. w Węgorzewie, jego grób znajduje się w rodzinnych Minkowcach na Podlasiu (gmina Szudziałowo).

## Twórczość
Ostatnie trzy lata życia poświęcił rzeźbie. Rzeźbić zaczął w 1971 r. Pomysły czerpał z prasy, radia, telewizji. Prace Słomińskiego zaliczane do nurtu nazywanego prymitywizmem lub sztuką naiwną do dzisiaj wzbudzają zachwyt i zainteresowanie. Wielokrotnie nazywany Nikiforem Północy, rzeźbiarz tworzył prace, które były ilustracją otaczającego go świata, oraz wytworem jego fantazji i wyobraźni. Wśród jego prac obok osobistości z kręgu polityki i dyplomacji, postaci z życia codziennego, młodych kobiet lub osób napotkanych w młodości, pojawiają się także postacie ewangeliczne. Wydarzenia i postacie areny polityki i dyplomacji międzynarodowej były również tematem rzadko spotykanym wśród innych ówczesnych ludowych rzeźbiarzy, co jeszcze bardziej sprawiało, że prace Słomińskiego były oryginalne i nietuzinkowe. Nie było w nich też cech naśladownictwa czy stylizacji, przez co były tak pożądane. To właściwie charakterystyczne dłonie o szerokich, długich, wyciętych palcach informowały o różnych stanach psychicznych postaci. Sygnalizowały radość, strach, smutek, powagę. Dodatkowo, bez znaczenia, czy była to rzeźba świętego, króla, mężczyzny czy kobiety, wszystkie prace w całości pokryte były farbą, co dodawało postaciom osobliwego kolorytu i niespotykanej ekspresji. Ogółem wykonał około 350 prac rzeźbiarskich i malarskich, które znajdują się w muzeach i kolekcjach prywatnych na całym świecie.